# Замковая гора (Мозырь)
Замковая гора, или Спасская гора, Гора Коммунаров (бел. Замкавая гара, або Спаская гара, Гара Камунара) — холм в центральной части города Мозыря Гомельской области Республики Беларусь. Представляет собой мыс коренного берега реки Припять, расположенный между двумя оврагами. Высота Замковой горы 15-20 метров. Площадка ромбовидной формы размерами 12-140 х 100 м.
Территория Замковой горы ограничена улицей Советской с северо-востока, площадью Горького с юго-востока, улицей Комсомольской с юго-запада, площадью Ленина с северо-запада.

## История
В XII—XIII веках на горе располагался детинец Мозыря. Замковая гора составляла ядро города — находилась возле перекрестка Киевской и Свидовской улиц, рядом располагалась торговая площадь, продолжением которой были причалы на берегу Припяти. С юго-востока Замковую гору окружала улица Замковая (ныне — улица Комсомольская).
В XVII веке на горе была возведена деревянная Спасская церковь, действовавшая до середины XIX в. Рядом с ней находился приходской могильник. В середине XIX века Спасская гора плотно застраивается деревянными и каменными жилыми и хозяйственными зданиями.
Впервые исследована в 1951 году Ю. В. Кухаренко, который выявил культурный пласт от 0,6–0,8 м в центре до 2–2,2 м вдоль западного края площадки.
В нынешнем виде городище было реконструировано в 2005 году к 850-летию Мозыря – как и много лет назад, укрепление сделали деревянным. Возведенный деревянный замок является уменьшенной копией древней постройки, но архитекторы старались использовать близкие по фактурам и качествам материалы, а также чертежи и рисунки городища.
Сейчас на территории этого маленького деревянного шедевра зодчества расположен Мозырский объединённый краеведческий музей.
Памятник внесен в Государственный список историко-культурных ценностей Республики Беларусь.

## Галерея

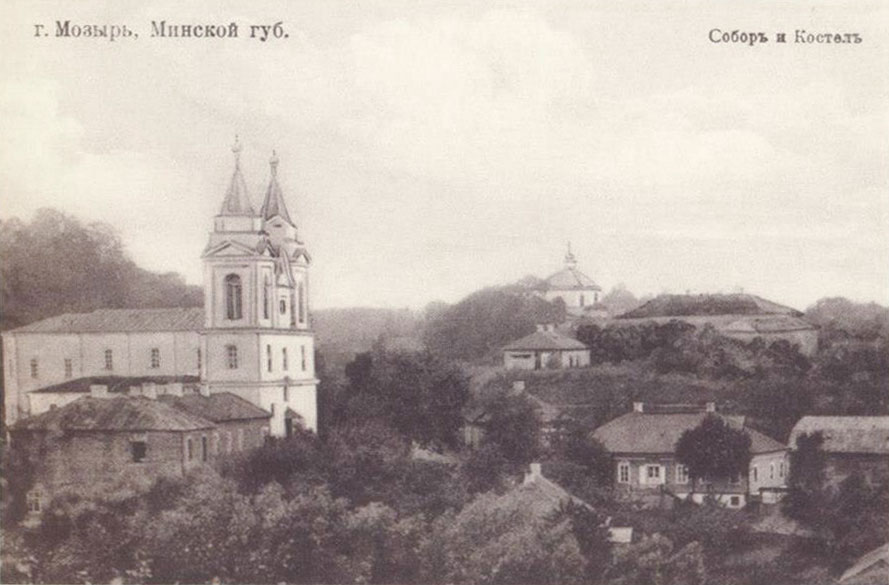
Замковая улице в начале XX в. (ныне улица Комсомольская)
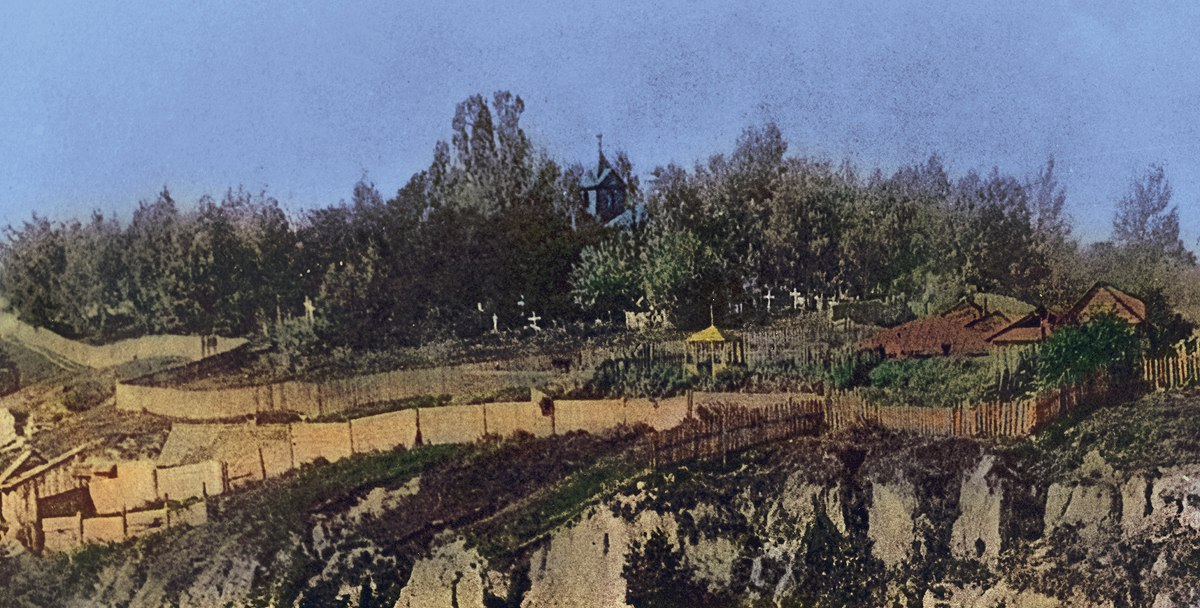
Замковая гора в начале XX века
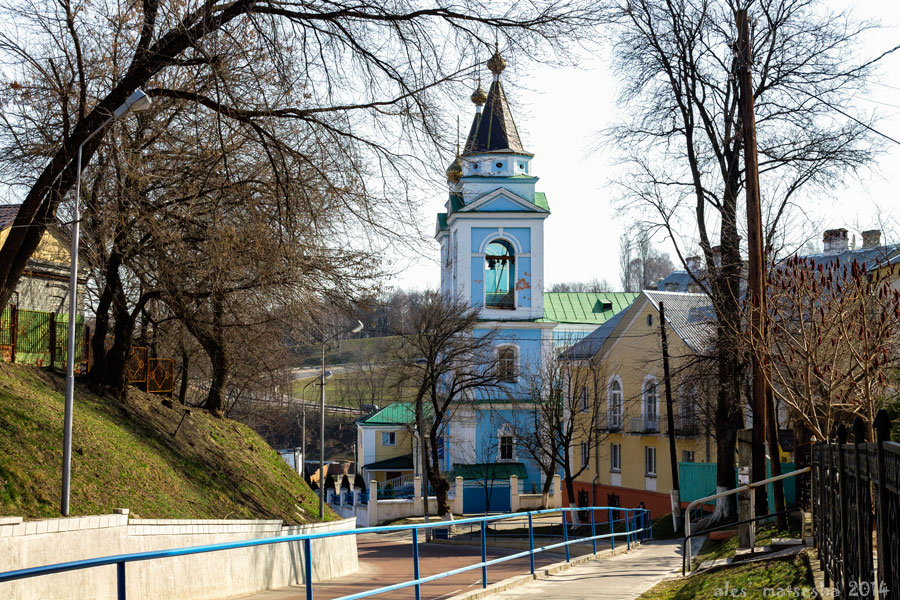
Улица Комсомольская
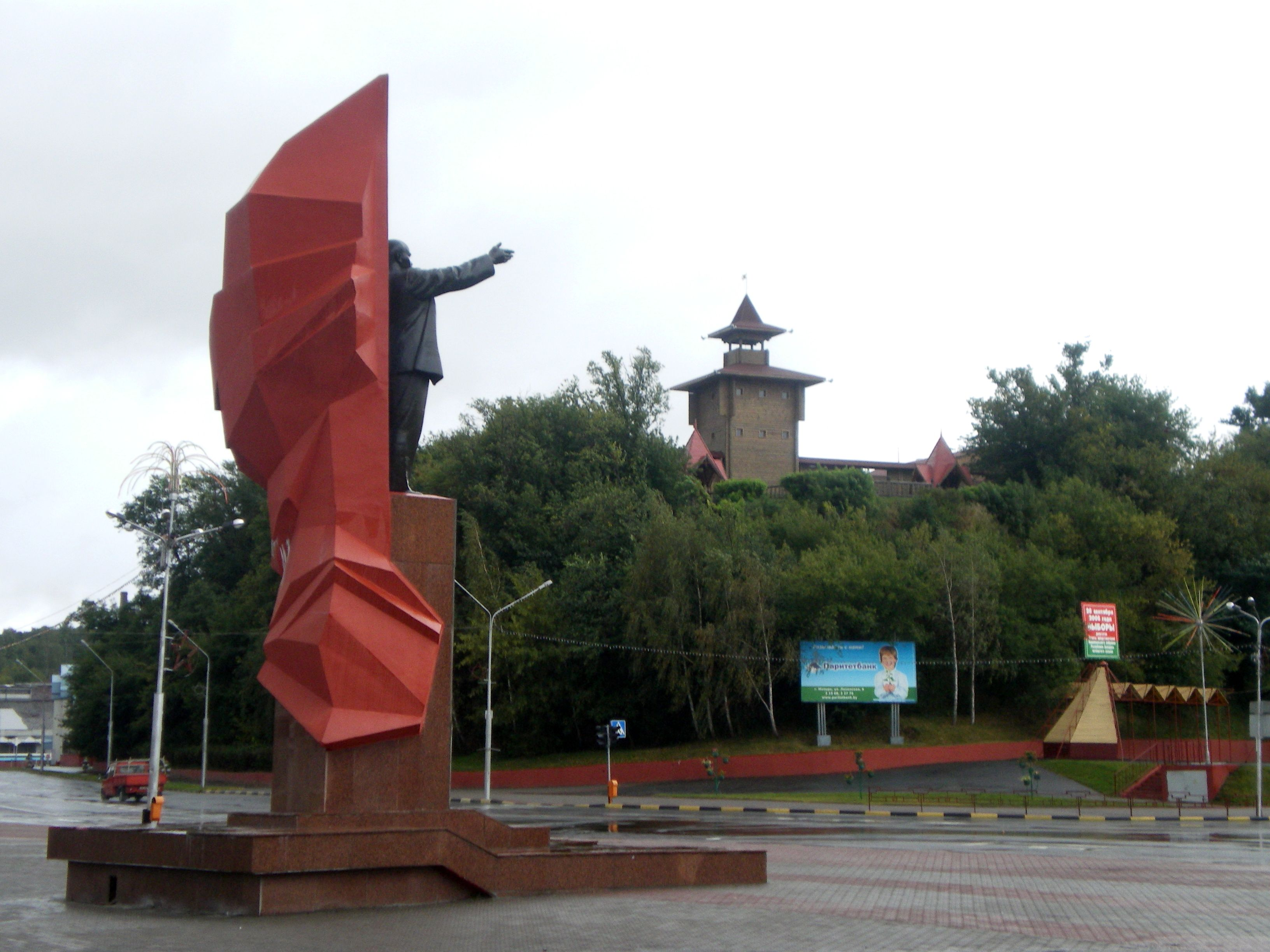
Замковая гора с площади Ленина
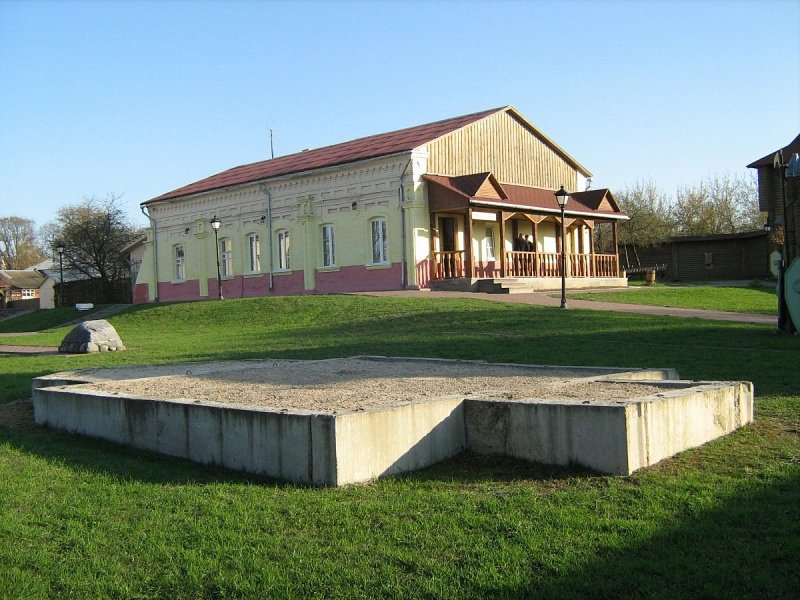
Дом по улице Гора Коммунаров, 1